# Dimos Paionia
Dimos Paionia (Paionia) är en kommun i Grekland.   Den ligger i prefekturen Nomós Kilkís och regionen Mellersta Makedonien, i den norra delen av landet, 400 km norr om huvudstaden Aten. Antalet invånare är 31 674. Arean är 924 kvadratkilometer.
Terrängen i Dimos Paionia är varierad.